# Felix Andam
Felix Andam (né le 26 novembre 1974) est un athlète ghanéen.

## Palmarès
| Date | Compétition            | Lieu   | Résultat | Épreuve   | Performance |
| ---- | ---------------------- | ------ | -------- | --------- | ----------- |
| 1993 | Championnats d'Afrique | Durban | 1er      | 4 x 100 m | 39 s 53     |

## Records
| Épreuve    | Performance | Lieu         | Date        |
| ---------- | ----------- | ------------ | ----------- |
| 100 mètres | 10 s 34     | Lappeenranta | 2 août 1998 |